# Brobdingnagia nigeriensis
Brobdingnagia nigeriensis är en svampart. Brobdingnagia nigeriensis ingår i släktet Brobdingnagia och familjen Phyllachoraceae.

## Underarter
Arten delas in i följande underarter:
- corneri
- nigeriensis